# Paul-Frédéric Geisendorf
Pour les articles homonymes, voir Geisendorf.
Paul-Frédéric Geisendorf, né le 25 mai 1910 à Genève et mort le 25 juin 1965 à Genève, est un historien suisse.
Il fut archiviste d'État adjoint, professeur d'histoire nationale de l'Université et donna de nombreuses conférences, notamment sur l'époque de l'Escalade ou l'histoire de Genève.

## Quelques publications
- Bibliographie raisonnée de l'histoire de Genève des origines à 1798. Édité par A. Jullien, Genève, 1966.
- L'Escalade de Genève - 1602 : histoire et tradition. Édité par A. Jullien, Genève, 1952.
- La vie quotidienne au temps de l'Escalade. Labor et Fides, Genève, 1952.
- Théodore de Bèze. Édité par A. Jullien, Genève, 1967.
- L'Université de Genève : 1559-1959 : quatre siècles d'histoire. Édité par A. Jullien, Genève, 1959.
- « La vie religieuse dans les pays protestants de langue française à la fin du XVIe siècle », in Colloque d'histoire religieuse, Lyon, octobre 1963.
- Livre des habitants de Genève. Édité par E. Droz, Genève, 1957-1963.